# Profi Werkstatt
Profi Werkstatt (Eigenschreibweise: PROFI Werkstatt) ist ein IVW-geprüftes Fachmagazin für den Nutzfahrzeug-Servicemarkt (auch Aftermarket genannt), das seit 2008 im Huss-Verlag, München, erscheint.
Zielgruppe sind Werkstätten, die LKW, Sattelauflieger, Omnibusse und Transporter reparieren und warten. Neben den gewerblichen Werkstätten richtet sich das Magazin dabei auch an Regiewerkstätten von Transport- und Busbetrieben sowie kommunale Betriebe. Das Fachmagazin widmet sich vier Mal jährlich dem Werkstattumfeld in der Nutzfahrzeugbranche, das heißt Technik, Instandhaltung und Service von Transportern, Lkw und Omnibussen stehen im Mittelpunkt. Werkstattporträts und Vor-Ort-Reportagen, die die tägliche Praxis aufzeigen, helfen dem Leser, sich für seinen Arbeitsalltag auf dem Laufenden zu halten. Themen, wie Werkstattausrüstung, Arbeitsabläufe, Reparatur, Trends, Vermarktung und Technik, werden in der PROFI-Werkstatt regelmäßig redaktionell behandelt.

## Beste PROFI Werkstatt-Marke
Seit 2014 verleiht Profi Werkstatt alle zwei Jahre in Zusammenarbeit mit der Messe Automechanika den Markenaward „Beste PROFI Werkstatt-Marke“. Die Gewinner des Markenawards werden in einer Leserwahl ermittelt. Zur Wahl stehen rund 200 Marken aus dem Bereich des Nutzfahrzeug-Aftermarkets, die in mehr als 20 Kategorien gewählt werden können. Alle Ergebnisse werden detailliert in einem Sonderheft publiziert.